# یواس‌اس دان اسمیت (۱۸۶۱)
یواس‌اس دان اسمیت (۱۸۶۱) (به انگلیسی: USS Dan Smith (1861)) یک کشتی بود که طول آن ۸۷ فوت ۹ اینچ (۲۶٫۷۵ متر) بود.